# بوغیرا العوافی
احمد بوغیرا العوافی (عربی: أحمد بوغيرا العوافي؛ ۱۵ اکتبر ۱۸۹۸ – ۱۸ اکتبر ۱۹۵۹) ورزشکار دو و میدانی اهل فرانسه-الجزایر بود.
از افتخارات وی میتوان به کسب مدال طلا دو ماراتن در بازی‌های المپیک تابستانی ۱۹۲۸ اشاره کرد.